# السلطان عاشور 10 (شخصية)
عاشور العاشر هو الشخصية الرئيسية للمسلسل، سلطان المملكة العاشورية والابن الأصغر للسلطان بوعلام التاسع وأخ الأمير كمال. شخصية «السلطان عاشور العاشر» هي شخصية 
خيالية، أي غير موجودة، من اختراع المخرج جعفر قاسم والطاقم الذي كتب العمل، كما أن الحلقات ليست مرتبطة أو متصلة، فنحن في كل حلقة نعالج موضوعا مختلفا. من صناعة الفنان الفكاهي صالح أوقروت، منذ بداية الشهر الفضيل، الفُرجة وينشر البسمة من خلال سلسلته الرمضانية الجديدة «السلطان عاشور العاشر»، هذا العمل الذي تعوّل عليه قناة الشروق تي.في ليكون من بين أهم الأعمال التي تقدمها ضمن باقة برامجها المنوعة. في هذا الحوار الحصري، يعتبر بطل العمل الحديث عن جزء ثان من السلسلة هو كلام سابق لأوانه، بالرغم من النجاح الكبير الذي حصده العمل حتى الآن، مُبديا تخوفه من هذه التجربة التي اعتبرها امتحانا صعبا.

## قصة السلطان عاشور
تدور قصة السلطان عاشور العاشر في مملكة خيالية عندما كان (السلطان بوعلام التاسع) على فراش الموت، أمر بإحضار سيف السلطان لتعيين من سيخلفه من أولاده: «الأمير كمال» و«الأمير عاشور» كما جرت العادة. بعد وفاته، قام «الوزير قنديل» بتتويج «الأمير عاشور»، غير أن الأمير كمال لم يعجبه الأمر لأنه كان مأهلا أكثر للخلافة. منذ ذلك اليوم هجر «الأمير كمال» المملكة ولم يلمحه أحد بعدها. مرت سنوات، وإتخذت المملكة اسم المملكة العاشورية تيمنا باسم السلطان عاشور العاشر.ثم يصبح حاكمها السطان عاشور وتروي مغامراته اليومية مع زوجته وأبنائه

## الشبه الذي بين عاشور 10 والسلطان سليمان
أكد المُمثل الفكاهي صالح أوڤروت، في تصريحات حصرية خصّ بها "الشروق"، أنه من السابق لأوانه الحديث عن أجزاء جديدة من سلسلة "السلطان عاشور العاشر"، التي تبث يوميا وحصريا على قناة "الشروق تي. في"، خاصة وأن العمل لا يزال في بداية عرض حلقاته الأولى. لكنه فـي نفس الوقت، تمنى أن تتوفر لدى الجزائر أستوديوهات ضخمة أو مدينة للإنتاج الفني، لتصوير أعمال على غرار "عاشور العاشر" الذي يُعد العمل الأكثر تكلفة بين جميع الأعمال المنتجة خصيصا للشهر الفضيل. وقد طالب الفنان صالح أوقروت بضرورة تشييد أستوديوهات تصوير كبيرة في الجزائر تضاهي ما تتوفر عليه الجارة تونس، حيث اضطر فريق عمل سلسلة "السلطان عاشور العاشر" لتصوير جل العمل هناك. مضيفا: "على أرباب المال ورجال الأعمال في الجزائر أن يدعموا الفن، ويشاركوا في صناعة المشهد الفني. خاصة وأن تونس، مقارنة بالجزائر، تملك مساحة صغيرة لا تقارن بما نملكه نحن، مع ذلك، فحين أردنا تصوير عمل بحجم "عاشور العاشر" اضطررنا السفر إلى تونس وتحديدا للحمامات، لاستغلال ما يملكونه من إمكانات لأجل تقديم منتوج يضاهي ما ينبهر به الجزائريون من خلال الدراما التركية. وأهم الأعمال التركية "حريم السلطان" عمل تاريخي يروي قصة شخصيات حقيقية، بينما نحن نقدم فكاهة خيالية.. بالتالي أوجه الشبه ستقتصر على الديكور والألبسة فقط. باختصار المخرج قاسم أراد أن يعطي اللون والبعد الجزائري الذي يمكن استنباطه من قصة حريم السلطان.. يعني "حريم السلطان" في قالب جزائري هدفه الأول تقديم المتعة والفرجة للمشاهد.

## مواصلته للأجزاء المقبلة
أكد الفكاهي صالح أوڤروت لـ«الشروق»، أن علاقته بقاسم تمتد لعديد السنوات، قدما خلالها أعمالا ناجحة جدا، وأن أعداء هذا «النجاح» لن يفسدوا علاقتهما، لافتا: «أطمئن الجمهور بأن شخصية» السلطان عاشور«باقية في الجزء الثاني وحتى الثالث، وأرحب بأي ممثل سينضم إلينا. فهدفنا في الأخير هو تقديم الترفيه والفكاهة الهادفة للناس».
وعاد قاسم لنجاح السلسلة قائلا: «أعتقد أن شهرة العمل بلغت كل الآفاق. الجمهور قال كلمته الفاصلة، ويكفي اليوم عندما تتجول في العاصمة أو البليدة تجد حلوى أو» فلان«باسم عاشور العاشر.. وأزياء باسم» مملكة عاشور العاشر«، بل إن البعض أطلق اسم السلسلة على محلاته.. طبعا كل هذا النجاح يحّملنا مسؤولية كبيرة لنضاعف من جهدنا ونقدم جزءا أقوى».كُتاب من العاصمة ومستغانم وقسنطينة لصياغة الجزء الثاني
في سياق آخر، أكد المخرج جعفر قاسم أن الشخصيات الأساسية في السلسلة باقية لن تتغيّر، على غرارالسلطانتين «رزان» و«عبلة» وشخصية الوزير التي يجسدها الفنان القدير سيد أحمد أڤومي، كاشفا أنه بصدد اختيار الأفكار المقترحة من بعض كتاب السيناريو للدخول في ورشة عمل طويلة: «أنا من المؤمنين بالعمل الجماعي، هناك كُتاب شباب من الجزائر العاصمة ومستغانم وقسنطينة قدموا لي أفكارا جديدة أنا بصدد دراستها. وخلال الشهر القادم، سنبدأ تجميع وصياغة هذه الأفكارفي شكل سيناريو».

## لعبة السلطان عاشور 10
لعبة السلطان عاشور العاشر لعبة جزائرية جيدة تجسد لنا المسلسل الفكاهي السلطان عاشور العاشر.هذه اللعبة المتميزة والجديدة في صنف العاب المغامرات تجسد شخصيات المسلسل الجزائري عاشور العاشر حيث ستخوض تجربة أكثر من رائعة وأنت تنتقل من مرحلة إلى أخرى اثناء اللعب 
اللعبة تمتاز بدقة عالية الجودة مع موسيقى ومونتاج أكثر من رائع.لعبة عاشور العاشر حصلت على العديد من الاعجابات العربية والجزائرية

## وصلات خارجية
- عاشور العاشر على الموقع الرسمي